# Schade (Familienname)
Schade ist ein deutscher Familienname.

## Namensträger

### A
- Alexander von Schade (1781–1854), Landtagsabgeordneter und Rittergutsbesitzer
- Anne-Kathrin Schade (* 1968), deutsche Volleyballspielerin
- Annerose Iber-Schade (1923–2020), deutsche Unternehmerin
- Arndt-Michael Schade (* 1943), deutscher Schauspieler

### B
- Betty Schade (1895–1982), deutsch-amerikanische Schauspielerin
- Birge Schade (* 1965), deutsche Schauspielerin
- Burkhard Schade, deutscher forensischer Psychologe

### C
- Carl Schade (1854–1925), deutscher Unternehmer
- Christina Schade (* 1965), deutsche Unternehmensberaterin und Politikerin (AfD)
- Conrad Schade (1852–1886), deutscher Tischler, Kaufmann und Unternehmer

### D
- Daniel Schade (17. Jahrhundert), deutscher Pfarrer
- Dietrich Schade (Domdechant) († 1521), Domdechant in Münster
- Dietrich Schade  (1942–2024), deutscher Maler, Grafiker und Keramiker, siehe Dietrich Lusici
- Doris Schade (1924–2012), deutsche Schauspielerin

### E
- Eberhard Schade (1902–1971), deutscher Ingenieur und Politiker (NSDAP), MdL Schaumburg-Lippe
- Elfriede Schade (1930–2015), deutsche Malerin und Grafikerin
- Ernst Schade (Architekt) (1865–1929), deutscher Architekt
- Ernst Schade (Germanist) (1926–1993), deutscher Germanist, Literaturwissenschaftler und Hochschullehrer
- Eugen W. Schade (1908–1981), Bremer Bürgerschaftsabgeordneter (FDP)
- Everhard Schade († 1647), Domherr in Münster

### F
- Friedrich Schade (Politiker) (1846–nach 1892), deutscher Politiker (NLP, DFP), MdL Hessen
- Friedrich Schade (Jurist) (* 1959), deutscher Jurist und Hochschullehrer
- Friedrich Alwin Schade (1881–1976), deutscher Botaniker
- Fritz Schade (Architekt) (1879–nach 1931), deutscher Architekt
- Fritz Schade (Schauspieler) (1880–1926), deutsch-amerikanischer Schauspieler
- Fritz Schade (Künstler) (* 1947), deutscher Maler und Grafiker

### G
- Gabriele Schade (* 1952), deutsche Informatikerin und Hochschullehrerin
- Georg Schade (Philosoph) (1712–1795), deutscher Philosoph und Zeitungsverleger
- Georg Christian Gottfried Schade (1761–1843), deutscher Organist und Komponist
- Günter Schade (* 1933), deutscher Kunsthistoriker, Autor und Museumsdirektor

### H
- Hans Schade (1901–1978), deutscher Jurist und Senatspräsident beim Bundespatentgericht
- Hanskarl Schade (1915–2009), deutscher Opernsänger
- Hartmut Schade (* 1954), deutscher Fußballspieler
- Heinrich Karl Wilhelm Schade (1876–1935), deutscher Mediziner und Physikochemiker, Vater von Heinrich Schade
- Heinrich Schade (1907–1989), deutscher Mediziner, Humangenetiker, Rassenhygieniker und Hochschullehrer
- Henry Adrian Schade (1900–1992), US-amerikanischer Marineoffizier und Schiffbauingenieur
- Herbert Schade (Politiker) (* 1907), deutscher Jurist und Kommunalpolitiker der NSDAP
- Herbert Schade (Kunsthistoriker) (1920–1988), deutscher Kunsthistoriker
- Herbert Schade (Leichtathlet) (1922–1994), deutscher Leichtathlet
- Hermann Freiherr von Schade (1888–1966), nationalsozialistischer Funktionär und SS-Führer
- Herwarth von Schade (1926–2009), deutscher Theologe
- Horst Schade (1922–1968), deutscher Fußballspieler

### I
- Irene Schade (* 1929), deutsche Spionin

### J
- Jan Tilman Schade (* 1963), deutscher Komponist, Musiker, Produzent und Künstler
- Jens August Schade (1903–1978), dänischer Dichter und Schriftsteller
- Johann Daniel Schade (1730–1798), deutscher Architekt
- Johann Gottfried Schade (1756–1828), deutscher Kirchenmusiker
- Johann Kaspar Schade (1666–1698), deutscher lutherischer Theologe und Liederdichter
- John Schade († 2021), US-amerikanischer Biogeochemiker und Hochschullehrer
- Josef Schade (1893–nach 1968), deutscher Architekt
- Joseph Johann Anton von Schade zu Antfeld (1710–1776), Amtsdroste und Domherr in Münster
- Jürgen Schade (* 1942), deutscher Politiker (SPD)

### K
- Kai Friedrich Schade (1940–2013), deutscher Journalist und Publizist
- Karl-Emil Schade (1927–2007), deutscher Pfarrer und Bibelübersetzer
- Karl Martin Schade (1862–1954), österreichischer Landschaftsmaler
- Karl Thilo-Schade (1866–1948), sächsischer Generalmajor
- Kevin Schade (* 2001), deutscher Fußballspieler
- Konrad Schade († 1429), Domherr in Münster und Hildesheim
- Kurt Hans Schade (1926–1982), deutscher Landwirt und Politiker (CDU)

### M
- Maria Schade (* 1939), deutsche Textilgestalterin (Batik)
- Maximilian von Schade (1792–1870), Landrat des Kreises Lippstadt (1821–1857)
- Maximilian von Schade-Ahausen genannt von Rump (1848–1883), deutscher Abgeordneter
- Michael Schade (Fußballfunktionär) (* 1952), deutscher Fußballfunktionär
- Michael Schade (Sänger) (* 1965), kanadisch-deutscher Sänger (Tenor)
- Moritz Schade (* 1996), deutscher Handballspieler
- Myrko Schade (* 1969), deutscher Boxer

### O
- Olaf Schade (* 1968), deutscher Kommunalpolitiker (SPD)
- Oskar Schade (1826–1906), deutscher Germanist und Hochschullehrer
- Otto Schade (Ingenieur) (1891–nach 1943), deutscher Schiffsbauingenieur und nationalsozialistischer Funktionär
- Otto Schade (Politiker) (1910–1973), deutscher Politiker (CDU)

### P
- Peter Schade (1493–1524), deutscher Humanist, Philologe und römisch-katholischer Theologe, siehe Petrus Mosellanus
- Peter Schade (Pädagoge) (1928–2019), deutscher Pädagoge

### R
- Rainer Schade (* 1951), deutscher Maler, Grafiker und Kunstprofessor
- Renate Schade (* 1942), deutsche Politikerin (SPD)
- Robert Schade (Goldschmied) (1850–1916), deutscher Goldschmied und Ratsherr
- Robert Schade (Maler) (1861–1912), US-amerikanischer Maler
- Rötger von Schade (Rotger von Schade; † 1469), Abt des Klosters Grafschaft
- Rudi Schade (1914–1981), deutscher Politiker (SPD), Mitglied des Abgeordnetenhauses von Berlin
- Rudolf Schade (Rudolf G. Schade; 1908–2000), US-amerikanischer Theologe und Historiker deutscher Herkunft

### S
- Sabine Schade-Lindig (* 1967), deutsche Prähistorikerin und Bezirksdenkmalpflegerin
- Siegfried Schade (1930–2015), deutscher Maler, Grafiker und Keramiker
- Sigrid Schade (* 1954), deutsche Kunsthistorikerin und Hochschullehrerin
- Susanne Schade (* 1967), deutsche Produktdesignerin und Hochschullehrerin

### T
- Theodor Schade (1912–1952), deutscher Ingenieur und Hochschullehrer für Mechanik
- Titus Schade (* 1984), deutscher Maler

### W
- Walter Schade (1904–1984), deutscher SS-Sturmbannführer
- Waltraud Schade (* 1946), deutsche Philologin
- Werner Schade (Offizier) (* 1888), deutscher Marineoffizier,
- Werner Schade (* 1934), deutscher Kunsthistoriker und Museumskurator
- Wilhelm Schade (Unternehmer, 1855) (1855–??), deutscher Unternehmensgründer
- Wilhelm Schade (Maler) (1859–1945), österreichischer Maler
- Wilhelm Schade (Unternehmer, II) (1887/1888–1954), deutscher Unternehmer
- Wilhelm Schade (Unternehmer, 1940) (1940–2014), deutscher Unternehmer
- Willy Ernst Schade (1892–1958), deutscher Bildhauer und Keramiker
- Wolfgang Schade (* 1937), deutscher Offizier (Generalmajor a. D.)